# Distretto di Parczew
Il distretto di Parczew (in polacco powiat parczewski) è un distretto polacco appartenente al voivodato di Lublino.

## Geografia antropica

### Suddivisioni amministrative
Il distretto comprende 7 comuni.
- Comuni urbano-rurali: Parczew
- Comuni rurali: Dębowa Kłoda, Jabłoń, Milanów, Podedwórze, Siemień, Sosnowica